# Стари надгробни споменици у Љеваји
Стари надгробни споменици у Љеваји (Општина Горњи Милановац) обухватају старе споменике на сеоском гробљу и његовој непосредној близини. Посебну целину чини скупина од шест крајпуташа на сеоском путу Таково−Доњи Бранетићи. Сачувани споменици одликују се знатним варијететом форми и представљају драгоцен извор за проучавање народног каменореза 19. века века.

## Љеваја
Село Љеваја налази се у централном делу општине Горњи Милановац. Простире се у долини истоимене речице. Љеваја се граничи са атарима села Синошевићи, Врнчани, Доњи Бранетићи, Озрем и Лочевци. Насеље се састоји из два „краја”: Горњег (Вилимоновићи) и Доњег (Чалуковићи).
Љеваја припада расељеним селима. Први пут се помиње у турском дефтеру из 1528. године. Од Првог српског устанка века започиње поновно насељавање становништвом из Босне и околине Ужица, а нешто касније и околних села.
У Љеваји је рођен војвода Рако Левајац, учесник Првог и Другог српског устанка.
Сеоска слава је Друге Тројице.

## Стари надгробни споменици

### Сеоско гробље
Гробље се налази са десне стране речице Љеваје. До њега се може доћи са две стране - таковске и врнчанске. На гробљу је сачуван већи број старих надгробника, од којих су многи изваљени и препуштени пропадању. Споменици из 19. века уклапају се у опште стилске и техничке одлике каменореза таковског краја, а сачувани натписи чине драгоцен извор за проучавање генезе становништва овог села.
Најстарији споменици су у виду омањих надгробних белега са урезима крста. За њима следе масивни камени „крсташи”, од којих је на неколико уклесан необичан антропоморфни приказ „човека насмејаног лика”, типичан за овај крај Србије. Највише је споменика у облику стуба са или без покривке, са приказима умножених, клинастих и зракастих крстова. Нешто млађег датума су стубови који се завршавају лучно или пирамидално, као и вертикалне плоче на постољу надвишене крстом.
На знатном броју споменика насталих пре 1888. године препознаје се стил таковског каменоресца Јована Томића. Надгробници су у виду стубова четвртастог пресека, са или без покривке, исклесани од тамног бранетићског камена. У врху споменика увек су приказани умножени крстови на постољу − симболи Распећа Христовог. Испод, у правоугаоним, лучно надсвођеним нишама најчешће су уклесани текстови епитафа. На појединим споменицима приказане су стојеће фигуре покојника одевене у народну ношњу тог времена. Преостали ликовни садржаји (птица, цвет, олистала грана) једноставније су израде јер крупнозрни конгломерат није био погодан за ситније и финије урезе.

### Кенотафи − крајпуташи и усамљени надгробници
У Љеваји су крајпуташи лоцирани на два места: шест на путу Таково−Доњи Бранетићи и два у непосредној близини сеоског гробља. Неки од споменика пронађени су теренским испитивањем у склопу пројекта Викимедије Србије „Надгробни споменици и крајпуташи”. 

#### Споменик погинулим и умрлим војницима у рату 1915.
Супротно увреженом мишљењу да су крајпуташи једини  кенотафи, на сеоским гробљима могу се пронаћи споменици посвећени војницима сахрањеним незнано где или далеко од завичаја, као и обележја на којима се збирно наводе имена погинулих и у рату умрлих војника из једне фамилије.

#### Крајпуташи код гробља у Љеваји
Изнад сеоског гробља, са десне стране пута ка Врнчанима, видљива су два споменика зарасла у густу вегетацију. У литератури нису евидентирани. Сходно стилским карактеристикама, могуће је оквирно датовање у другу половину 19. века. 

#### Локалитет Гробови
Крај сеоског пута Таково−Доњи Бранетићи налази се група од шест споменика. Локалитет није добро одржаван − споменици су накривљени ка путу, зарасли у вегетацију, а један стуб преломљен је 2020. године. Сходно очуваним натписима, за два споменика у облику стуба поуздано се зна да су крајпуташи, док су преостали највероватније надгробни споменици подигнути лицима која су страдала у близини и сахрањена на овом месту.

#### Усамљени надгробник
Налази се у шуми испод сеоског гробља. Стуб „облаш” окренут је ка западу. У ниши надвишеној преломљеним луком приказан је једноставан латински крст. На споменику нема никаквих натписа, а полеђина је празна. 